# Epinannolene arius
Epinannolene arius är en mångfotingart som beskrevs av Chamberlin 1923. Epinannolene arius ingår i släktet Epinannolene och familjen Epinannolenidae. Inga underarter finns listade i Catalogue of Life.